# Reinhard Goebel

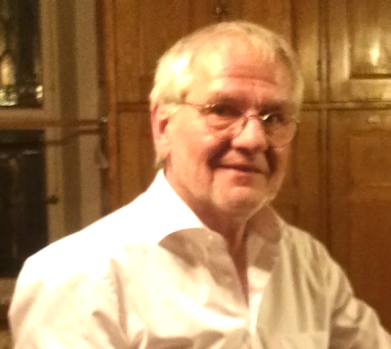
Reinhard Goebel (2019)

Reinhard Goebel (* 31. Juli 1952 in Siegen) ist ein deutscher Violinist, Dirigent und Professor für historische Aufführungspraxis am Mozarteum Salzburg.

## Leben
Goebel wuchs in Siegen-Weidenau auf, dort war sein Vater Bahnhofsvorsteher. Im Alter von 12 Jahren erhielt Reinhard Goebel ersten Violinunterricht. Nach dem Abitur studierte er zuerst an der Musikhochschule in Köln bei Franzjosef Maier, der sich schon früh, als Leiter des Collegium Aureum, mit der historischen Aufführungspraxis vertraut gemacht hatte. Später studierte er bei Saschko Gawriloff an der Folkwangschule in Essen, es folgten Kurse auf der Barockvioline bei Marie Leonhardt und Eduard Melkus. An der Universität zu Köln studierte Reinhard Goebel anschließend Musikwissenschaft. Hier wurde der Grundstein zu seinen umfassenden Repertoirekenntnissen gelegt.
1973 gründete Goebel sein Ensemble Musica Antiqua Köln, das sich der Barockmusik widmete. Seit vielen Jahren ist seine „Kölner Schule“ für angehende Barockgeiger ein Begriff. 1990 musste er seine Karriere wegen einer Lähmung der linken Hand unterbrechen. Er entschied sich daraufhin, sein Instrument auf der anderen Körperseite neu zu erlernen. 2006 zwang ihn die fokale Dystonie in der linken Hand, das Geigenspiel endgültig aufzugeben. Seit dieser Zeit widmet er sich dem Dirigieren von Orchestern, auch mit modernem Instrumentarium, um diese mit der Klangwelt des 18. Jahrhunderts vertraut zu machen.
Zum Herbst 2010 wurde Reinhard Goebel in Nachfolge von Nikolaus Harnoncourt als Professor für historische Aufführungspraxis an das Salzburger Mozarteum berufen. Im Mai 2018 wurde Reinhard Goebel zum künstlerischen Leiter der Berliner Barock Solisten ernannt.

## Auszeichnungen
- 1997 überreichte ihm Ministerpräsident Johannes Rau für seine Verdienste den Staatspreis des Landes Nordrhein-Westfalen.
- 2002 wurde er mit dem Georg-Philipp-Telemann-Preis der Landeshauptstadt Magdeburg ausgezeichnet.
- 2015 wählte ihn das BBC Music Magazine in die Liste der 20 besten Geiger aller Zeiten.
- 2017 ehrte ihn die Stadt Leipzig mit der seit 2003 jährlich verliehenen Bach-Medaille „für besondere Verdienste um die Pflege des Bach’schen Werks“.[2] Sie wurde anlässlich des Bachfestes Leipzig überreicht.
- 2022 Opus Klassik in der Kategorie Sinfonische Einspielung mit den Berliner Bach Solisten für Mozart Serenades.[3]

## Werk
Dem breiten Publikum ist sein Ensemble Musica Antiqua Köln bekannt. Seit der Gründung 1973 hat Goebel mit mehreren Generationen von Mitgliedern zahlreiche Werke des 17. und des 18. Jahrhunderts auf Tonträgern verewigt. Schon sehr früh erhielt er einen Exklusivvertrag mit der Archiv Produktion der Deutschen Grammophon Gesellschaft. Hier spielte er vielbeachtete Interpretationen der gesamten Orchestermusik und Kammermusik mit Violine von Johann Sebastian Bach und der Rosenkranzsonaten von Heinrich Ignaz Franz Biber ein sowie zahlreiche Werke von Georg Philipp Telemann, Johann David Heinichen, Johann Rosenmüller, Johann Pachelbel, Francesco Maria Veracini und vielen anderen. Dazu zählen auch viele Ersteinspielungen vergessener Komponisten.
Goebel arbeitet mit bekannten Solisten, Chören und Orchestern zusammen und berät Musiker in der Aufführungspraxis alter Musik. Seit dem krankheitsbedingten Ende seiner Geigerkarriere im Frühjahr 2006 arbeitet er erfolgreich mit zahlreichen Orchestern als Gastdirigent, so den Duisburger Philharmonikern, der Bayerischen Kammerphilharmonie, dem Beethoven Orchester Bonn, dem Gewandhaus-Orchester Leipzig, dem Orchester des Nationaltheaters Mannheim, den Dresdner Philharmonikern, dem Deutschen Symphonieorchester Berlin, den Berliner Philharmonikern, dem Orchester der Komischen Oper Berlin, dem Tonhalle-Orchester Zürich, dem Royal Philharmonic Orchestra London, dem Orchester der Königlichen Oper Kopenhagen und weiteren Ensembles.

## Diskografie (Auswahl)
Mit Musica Antiqua Köln:
- Deutsche Kammermusik vor Bach, 1981 (Polydor)
- Johann Sebastian Bach: Brandenburgische Konzerte, 1985/1986 (DGG)
- Georg Philipp Telemann: Bläserkonzerte, 1986 (DGG)
- Georg Philipp Telemann: Tafelmusik, 1989 (DGG)
- Johann Sebastian Bach: Violinsonaten BWV 1014–24, 10/1989 (DGG)
- Georg Philipp Telemann: Wassermusik „Hamburger Ebb & Fluth“, 1990 (DGG)
- Heinrich Ignaz Franz Biber: Rosenkranz-Sonaten, 1991 (DGG)
- Johann David Heinichen: Dresden Concerti, 1992 (DGG)
- Francesco Maria Veracini: 5 Ouvertures 1994, (DGG)
- John Dowland: Lachrimae or Seven Teares, 2001 (Vanguard Classics)
- Marc-Antoine Charpentier: Musique sacrée, 11/2003 (DGG)
- Heinrich Ignaz Franz Biber: Harmonia artificiosa, 04/2004 (DGG)
- Georg Philipp Telemann: „Flötenquartette“, 04/2005 (DGG) mit Maurice Steger
- Bachiana: „Kantaten“ der Bachfamilie mit Magdalena Kožená, 2005 (DGG)
- Johann Friedrich Meister: Einige Sonaten aus der Sammlung „Il giardino del piacere“, 2004 WDR/2010 (Label Berlin)

Als Dirigent anderer Ensembles:
- Michael Haydn: Andromeda & Perseus, Vokalensemble Köln, RSO Saarbrücken (Oehms Classica, 2006)
- Johann Christoph Vogel: Symphonien Nr. 1–3, Bayerische Kammerphilharmonie (Oehms Classics, 2009)
- Carl Philipp Emanuel Bach: Concertos & Symphonies Berliner Barock Solisten (Label DHM 2009)
- Leopold Mozart: Serenade für Trompete, Posaune und Orchester, Neue Mambacher Sinfonie, Konzert für 2 Hörner und Orchester, Bayerische Kammerphilharmonie (Label Oehms Classics)